# Chiesa di Sant'Angelo a Segno
La chiesa di Sant'Angelo a Segno è una chiesa sconsacrata di Napoli ubicata in via Tribunali.

## Storia e descrizione
L'origine del luogo di culto dedicato a San Michele Arcangelo è abbastanza controversa: da alcuni vien fatta risalire al VII secolo, quando Sant'Agnello, vescovo di Napoli, bloccò prodigiosamente l'invasione dei Longobardi innalzando un'insegna con la croce cristiana e affidandosi all'intercessione del santo arcangelo; secondo altri invece l'origine dell'edificio di culto sarebbe da collocarsi intorno al 574, quando i napoletani, grazie all'aiuto Santo, riuscirono a respingere l'avanzata dei Saraceni.
Ad entrambi gli episodi è stata collegata anche la denominazione "a segno": sulla soglia della chiesa, infatti, fu infisso un chiodo a testimoniare il limite dell'avanzata dei barbari invasori (longobardi per alcuni, saraceni per altri). Oggi del chiodo non vi è più alcuna traccia, ma a ricordare questo episodio resta una lapide posta sulla porta d'ingresso.
Dell'antico edificio paleocristiano non resta più nulla; la chiesa attuale fu ricostruita in chiave neoclassica nel 1825, su progetto dell'architetto Luigi Malesci.
Fu chiusa al culto negli anni sessanta del XX secolo e le opere d'arte furono trasferite per motivi cautelativi, tra quest'ultime sono degne di menzione: la Circoncisione di Simon Vouet del 1622 (attualmente esposta al Museo di Capodimonte), il San Tommaso di Canterbury della scuola di Giovanni Balducci, la Santa Rosa di Giuseppe Simonelli, il Cristo tra i dottori della scuola di Jusepe de Ribera, la tavola d'altare raffigurante San Michele Arcangelo di Francesco Pagano.
In seguito ad un restauro conservativo la chiesa è stata adibita a teatrino rionale.